# 黑白鸣鹃鵙
黑白鸣鹃鵙（学名：Lalage melanoleuca）是山椒鸟科鸣鹃鵙属的一种，为菲律宾的特有品种。其自然栖息地为亚热带或热带的湿润低地森林。